# Ангелина Бонева
Ангелина Якимова Бонева, наричана и Ангелина байрактарка, е българска просветна и обществена деятелка, събрала народни рецепти за лечение и хранене.

## Биография
Родена е в 1852 година в кутловишкото село Сумер или в Припължене, тогава в Османската империя. Тя е милосърдна сестра, която пътува до отдалечени места, ангажирана с оказването на помощ на ранени хайдути или изражда и се грижи за родилки и техните бебета. Пътува обикновено пеш или с каруца, като организира и своеобразни курсове за майки с малки деца. Заради участието ѝ в редица войни хората започват да я наричат „войвода“, а покрай шиенето на бойни знамена и „байрактарка“. Измежду всички свои дейности тя е и била учителка на деца от най-бедните слоеве на населението, при това ромски деца обучава безплатно. Тя участва активно в съставянето на хранодена и менютата в училища и фабрики по отношение на лечебното хранене. Полага грижи за общински лечебници на селища, училища, лазарети. Води обучения на отритнатите от обществото чрез организиране на задруги за вдовици, сираци и инвалиди.
Завършва сестринство и акушерство в Цариград, а в Солун изучава и педагогика. Била е четник в Руско-турската война (1877 – 1878). Участва в строежа и открива училища, библиотеки, здравни центрове. Лекува успешно хора от тиф, полиомиелит, рахит, дизентерия, малария и други инфекциозни заболявания. Създава лекарствени ваксини чрез адаптиране на лечебни методи от народната ветеринарна медицина, като ги приспособява за хора.
Тя е съучредител на Учителския съюз, член и съучредител на Българското дружество „Червен кръст“, на Сестринския алианс и на Българския лекарски съюз, през 1885 година. Тя също е член на Женското културно, просветно и благотворително дружество „Милосърдие“, което съществува до 1925 година, както и на Съюза „Инвалид“ през 1915 година и някои други културни и обществени организации. Двамата заедно с Васил Друмев правят фонд за финансиране на обучението на бедни жени, които искат да се обучават за учителки, като им осигуряват стипендии, жилище и храна. С Димитър Пешев инициират изграждането на смесени училища. С Петко Славейков и Хараламби Добрев пък, съставят краеведска историография на регионите с изследвания за характера на българина. Тя открива читалища, библиотеки и вечерни школи за обучение. По време на войните набира храна за фронта и антисептици, доставяни чрез Католическата Църква. Освен това, Ангелина войводата създава фондове за набиране на книги и научни издания.
Заедно с Хараламби Добрев са учители в костурското село Загоричани. През 1880 година отваря първото българско девическо училище в Загоричани, а нейна ученичка е Елена Дамянова. Гръцки свещеник я издава пред властите, че има връзки с революционните комитети, свързани с обединението на България в 1885 година, вследствие на което тя е арестувана. Лежи 106 дни в затвора в Костур. Другарят ѝ Добрев я откупува срещу сериозна сума пари, като казва, че тя е негова съпруга. По време на Илинденско-Преображенското въстание (1903) шие бойни знамена на ВМОРО.
По време на Първата световна война (1915 – 1918) е милосърдна сестра на фронта. След войната заедно с Добрев осиновяват малкия Никифор и му дават дом и образование.
Нейната дейност е игнорирана или отхвърляна след 1946 година, като личност, опасна за народната република. Архиви, свързани с Ангелина Бонева са открити през 2021 година във фондове на ОФ, където са укрити от нейни последователи, за да не бъдат унищожени в периода от 1947 до 1948 година.
В израз на възмущение и протест на 88 годишна възраст, през 1940 г. сама написва своят некролог.